# Rhagionidae
Rhagionidae là một họ ruồi bao gồm 21 chi.

## Phân loại

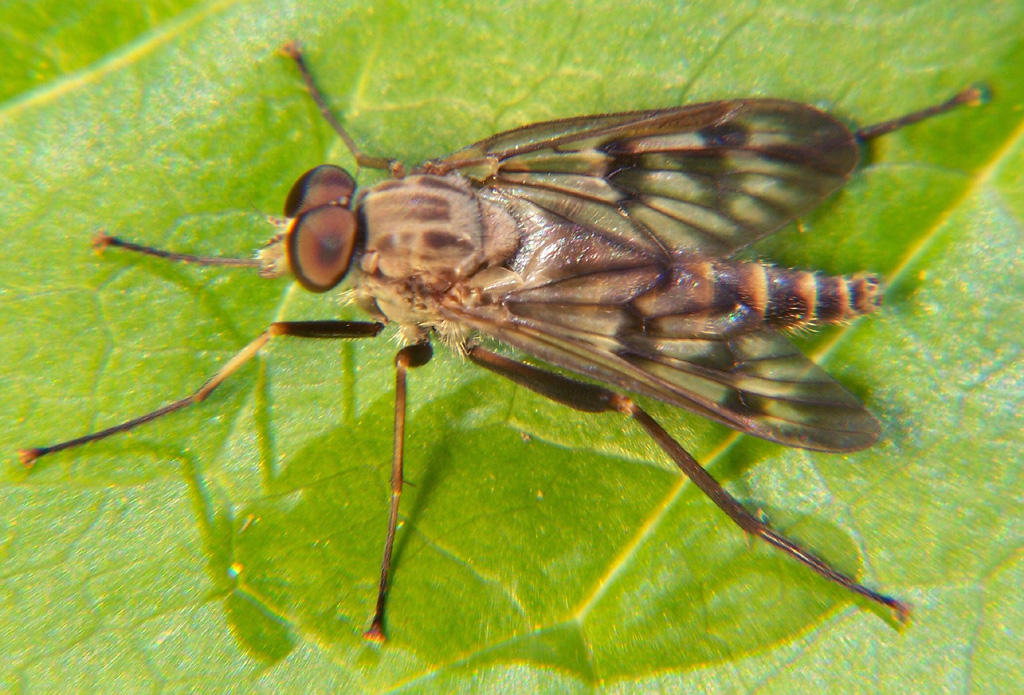
Rhagio mystaceus
"down-looker fly"

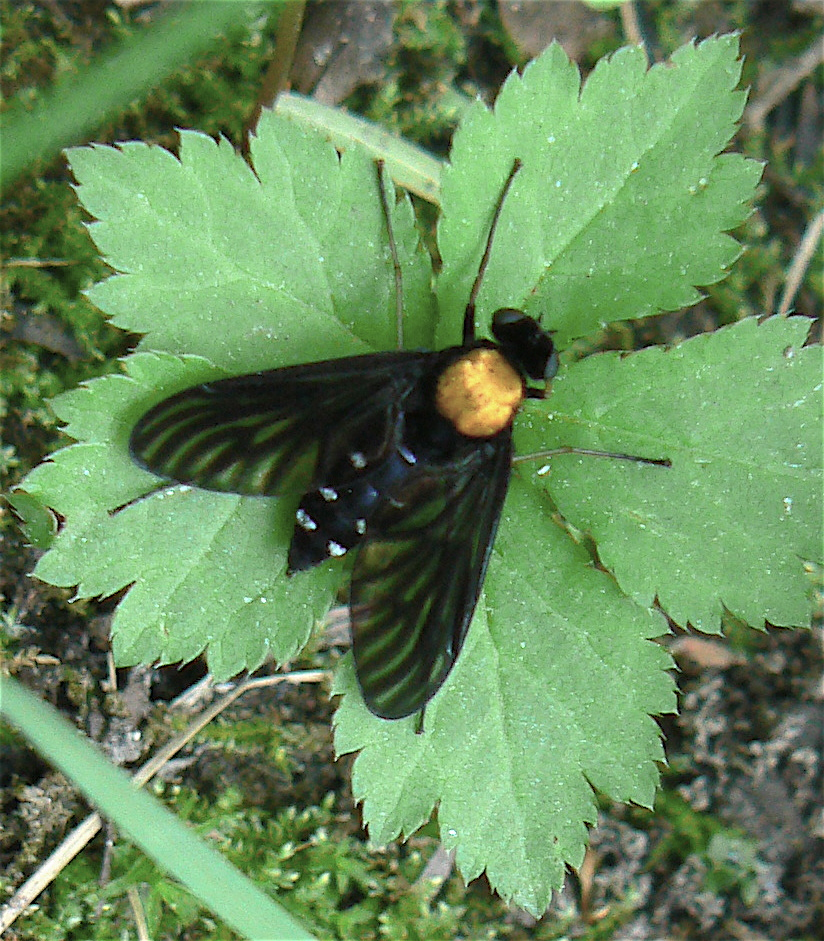
Chrysopilus thoracicus

Họ này nằm trong cận bộ Tabanomorpha. Atherix Meigen (và các chi liên quan) và Vermileo Macquart (và các chi liên quan) hiện được tách ra từ Rhagionidae thành họ Athericidae Stuckenberg 1973 and Vermileonidae Nagatomi 1977.
- Alloleptis Nagotomi & Saigusa in Nagatomi, 1982 - Sulawesi
- Arthroceras Williston, 1886 - miền Tân bắc, miền Cổ bắc
- Arthroteles Bezzi, 1926 - miền nhiệt đới châu Phi
- Atherimorpha White, 1914 - miền Australasia, Neotropic, miền nhiệt đới châu Phi
- Austroleptis Hardy, 1914 - miền Australasia, Neotropic
- Bolbomyia Loew, 1850 - miền Tân bắc
- Chrysopilus Macquart, 1826 - miền Tân bắc, miền Cổ bắc, miền nhiệt đới châu Phi, Neotropic, Oriental
- Desmomyia Brunetti, 1912 - miền Cổ bắc, Oriental.
- Litoleptis Chillcott, 1963 - miền Tân bắc, Oriental, Neotropic
- Omphalophora Becker, 1900 - miền Cổ bắc, miền Tân bắc.
- Ptiolina Staeger in Zetterstedt, 1842 - miền Tân bắc, miền Cổ bắc
- Rhagio Fabricius, 1775 - miền Tân bắc, miền Cổ bắc
- Schizella Bezzi, 1926 - Philippines
- Solomomyia Nagatomi, 1982 - quần đảo Solomon
- Spania  Meigen, 1830 - miền Tân bắc, miền Cổ bắc
- Spaniopsis Senior-White, 1914 - miền Australasia
- Spatulina Szilády, 1934 - miền Cổ bắc
- Stylospania Frey, 1954 - Philippines
- Symphoromyia Frauenfeld, 1867 - miền Tân bắc, miền Cổ bắc

## Hình ảnh

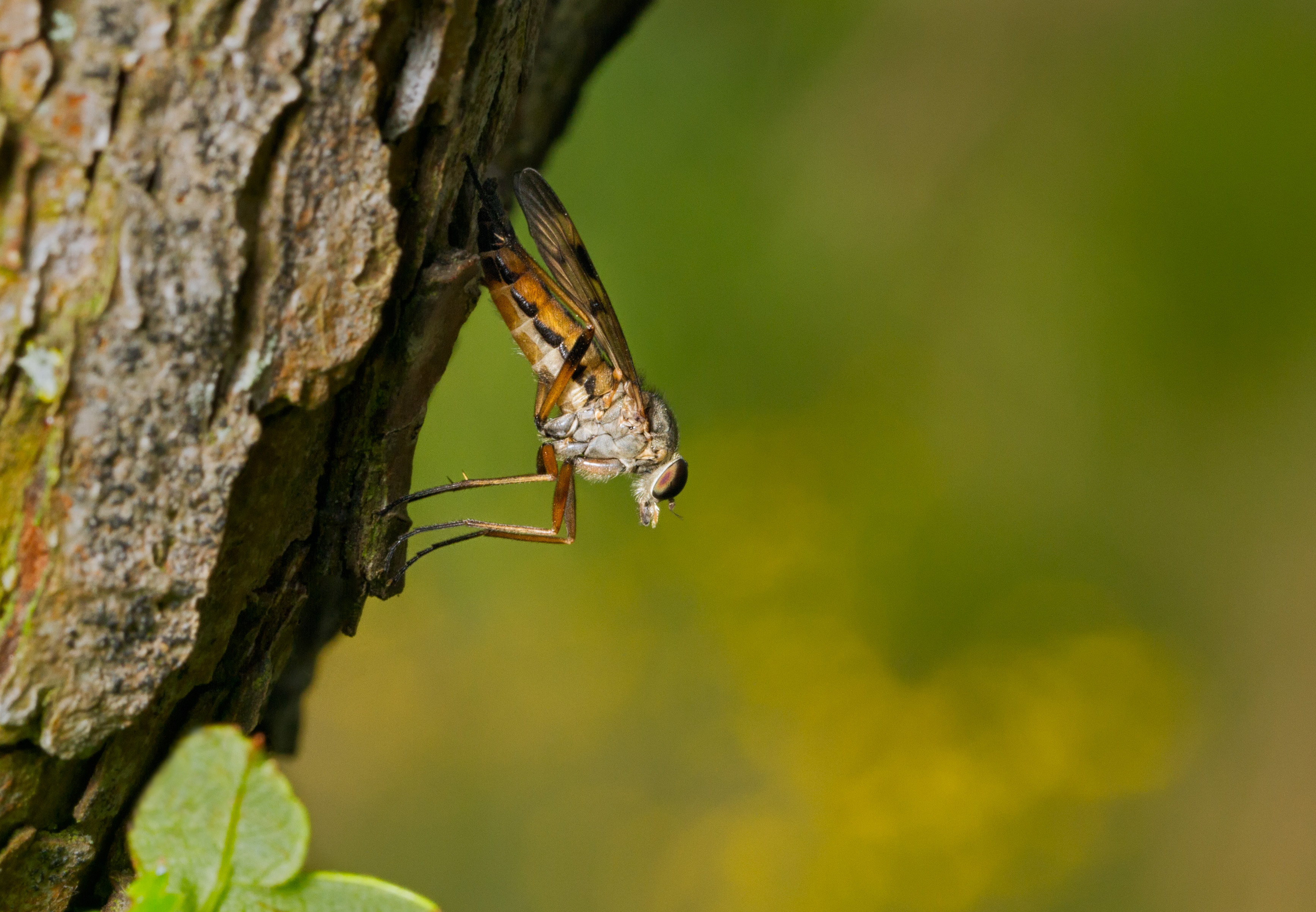